# 寨里镇 (济南市)
寨里镇位于山东省济南市莱芜区。因镇政府地为寨里村，故名。寨里得名于元朝初年。据出土《重建金堂禅寺之记》石碑记载，元朝初年，镇国将军都元帅刘禹东征时，曾在此安营扎寨。由此得名刘元帅寨、旧寨。明朝称旧寨保。清末称旧寨镇，民国时期改称寨里。1951年称第十四区，1955年10月复称水北区。1958年3月称寨里乡、水北乡，同年10月两乡合并，改称寨里人民公社。1984年称寨里办事处。1985年10月建镇。　　
邮编：271121